# سالواتوره مانوتسو

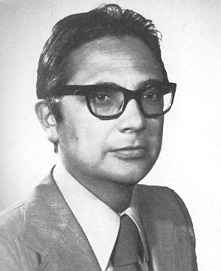
سالواتوره مانوتسو

سالواتوره مانوتسو (ایتالیایی: Salvatore Mannuzzu)؛ زادهٔ ۷ مارس ۱۹۳۰) یک نویسنده، سیاست‌مدار و دادرس اهل ایتالیا بود. وی برنده جوایز جایزه ویارجو (۱۹۸۹) شده است